# Neuquenia
Neuquenia är ett släkte av spindlar. Neuquenia ingår i familjen mörkerspindlar.
Kladogram enligt Catalogue of Life:
| Neuquenia | \| \| Neuquenia pallida \| \| \| \| \| \| Neuquenia paupercula \| \| \| \| |
|           | \| \| Neuquenia pallida \| \| \| \| \| \| Neuquenia paupercula \| \| \| \| |
|           | Neuquenia pallida                                                          |
|           |                                                                            |
|           | Neuquenia paupercula                                                       |
|           |                                                                            |